# بيلي داف
بيلي داف (بالإنجليزية: Billy Duff)‏ (16 ديسمبر 1938 في المملكة المتحدة - 2002 بروتشديل في المملكة المتحدة) هو لاعب كرة قدم بريطاني في مركز جناح ‏. لعب مع سكونثورب يونايتد وغريمسبي تاون ونادي روتشديل ونادي العقبان البيضاء الصربية وأكرينجتون ستانلي ‏ ونادي رانكورن هالتون وRossendale United F.C. ‏.